# Kuszari-fundó

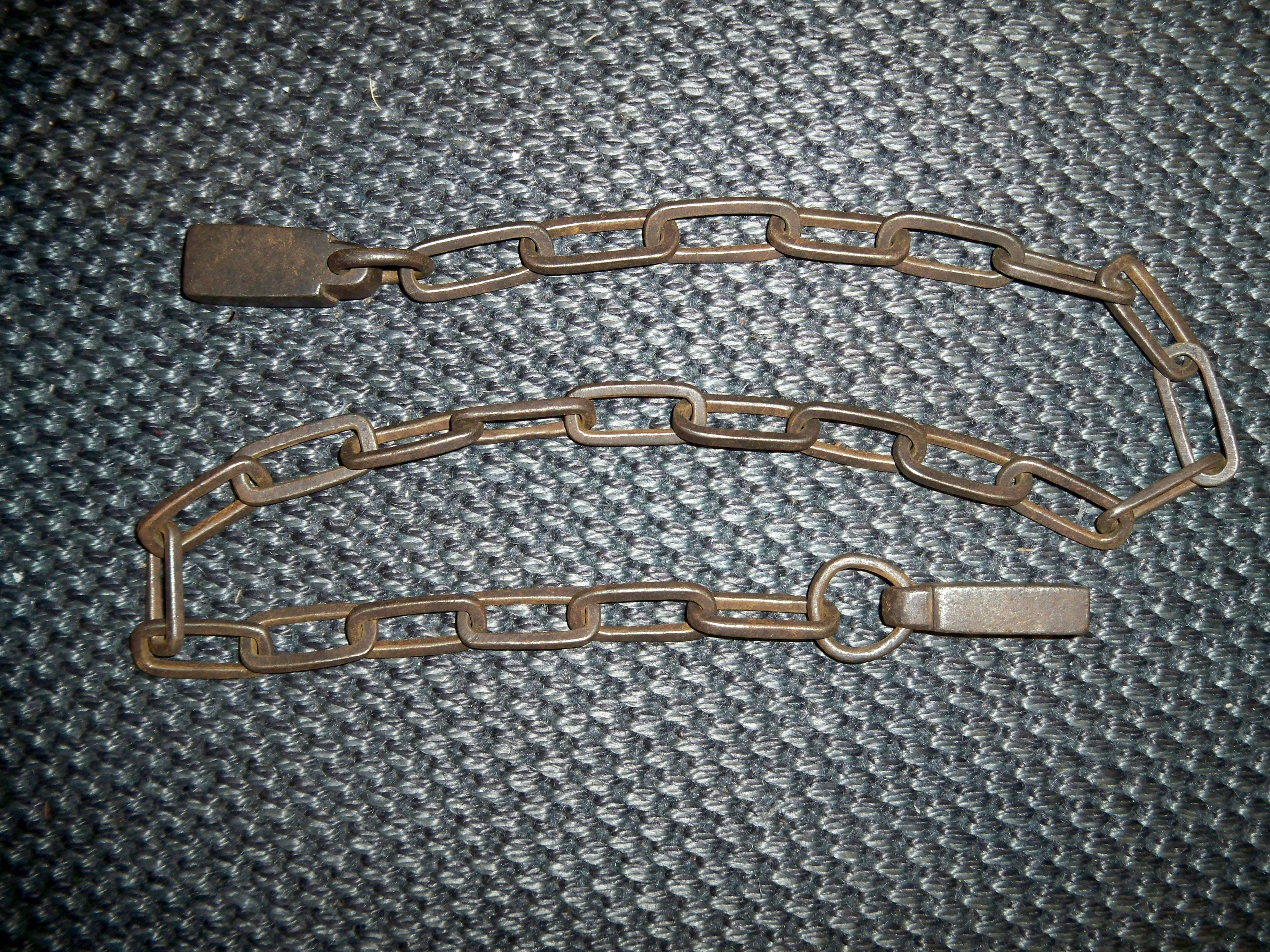
Kuszari-fundó

A kuszari-fundó (japánul 分銅鎖, Hepburn-féle átírással fundōkusari, más néven manriki vagy manrikiguszari, japánul 万力鎖) egy 30 cm–4 m hosszú fémből készült lánc (kuszari), a két végén fémnehezékkel (fundó). A kobudófegyverek csoportjába tartozik.
Elterjedt fegyver volt. Szamuráj-eszköz volt, amit az Edo-kastély őrparancsnoka fejlesztett ki. A legenda szerint a fölösleges vérontás elkerülése végett fejlesztette ki, később a rendőrség is alkalmazni kezdte. A nindzsák használták leginkább, a szamurájok az övükbe fűzve hordták. 